# 錫德斯曼山
70°9′S 65°26′E / 70.150°S 65.433°E
錫德斯曼山（英語：Mount Seedsman）是南極洲的山峰，位於麥克羅伯特森地，屬於查爾斯王子山脈中阿索斯山脈的一部分，處於多佛斯山以東15公里，根據澳大利亞探險隊的空中照片繪入地圖，現時由南極條約體系管理。